# Phalium bandatum
Phalium bandatum es un molusco gasterópodo de la familia Cassidae de más de 10 cm de largo, del sudeste asiático.
- El contenido de este artículo incorpora material de una entrada de la Enciclopedia Libre Universal, publicada en español bajo la licencia Creative Commons Compartir-Igual 3.0.

- Datos: Q2705059
- Multimedia: Phalium bandatum / Q2705059